# کاناداایر سیبر
کاناداایر سیبِر (به انگلیسی: Canadair Saber) یک هواپیمای جنگنده جت است که توسط کانادا ایر و تحت امتیاز شرکت نورث امریکن اوییشن تولید شد. این هواپیما گونه‌ای از جنگنده نورث آمریکن اف-۸۶ سیبر بوده و تا سال ۱۹۵۸ تولید شد و عمدتاً توسط نیروی هوایی سلطنتی کانادا (RCAF) استفاده می‌شد تا اینکه در سال ۱۹۶۲ با کانادا ایر سی اف ۱۰۴ جایگزین شد. چندین نیروی هوایی دیگر نیز این هواپیما را به کار گرفتند.
این هواپیما در دو نسل تولید شد. اولی، ام کی. ۲ و ام کی. ۴ با کمتر از ۱٬۰۰۰ فروند تولیدی، که تنها اندکی با همتایان آمریکایی خود متفاوت بودند. نسل دوم، ام کی. ۵ و ام کی. ۶ تقریباً با همان تعداد تولیدی، که بر اساس نسخه‌های بعدی سیبرهای ایالات متحده با بال‌های بزرگ‌تر برای مانورپذیری بهتر، طراحی شده‌اند، در حالی که موتور اصلی جنرال الکتریک جی۴۷ با موتور قدرتمندتر آورو کانادا اوراندا جایگزین شد.
آخرین کاناداایر سیبِرهایی که در خط مقدم عملیات جنگی به کار گرفته شدند در پاکستان و از نوع ام کی. ۶ مجهز به موشک‌های ایم-۹ سایدوایندر بودند، که در واقع جنگنده پایه نیروی هوایی پاکستان در جنگ آن دولت با هند در سال ۱۹۷۱ بودند. این جنگنده پس از سال ۱۹۷۱ به مرور از خدمت خارج شد و آخرین حضور آن در عملیات نظامی در سال ۱۹۸۱ بود. اگرچه با ورود جنگنده‌های با طراحی‌های با کارایی در دهه ۱۹۶۰، سیبرها از خدمت اکثر کشورها خارج شدند. نسخه‌های باقی مانده در در دهه ۱۹۷۰ بیشتر در نقش‌های فرعی حضور داشتند

## گونه‌ها
سیبر ام کی ۱

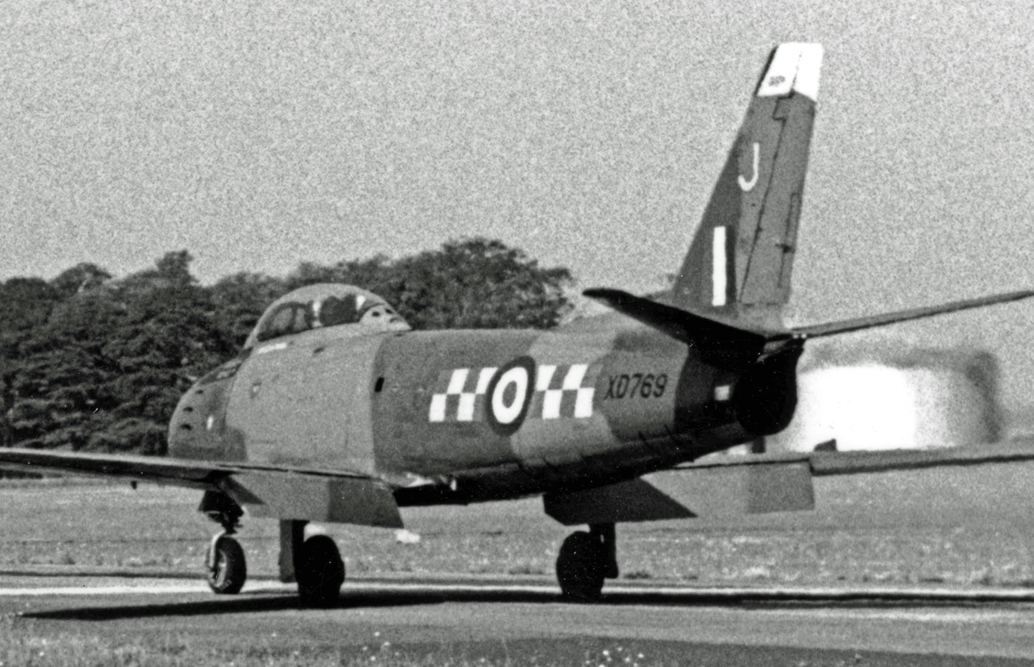
یک فروند کاناداایر سیبر اف۴ از گردان هوایی ۹۲ فرماندهی جنگنده نیروی هوایی سلطنتی در سال ۱۹۵۵

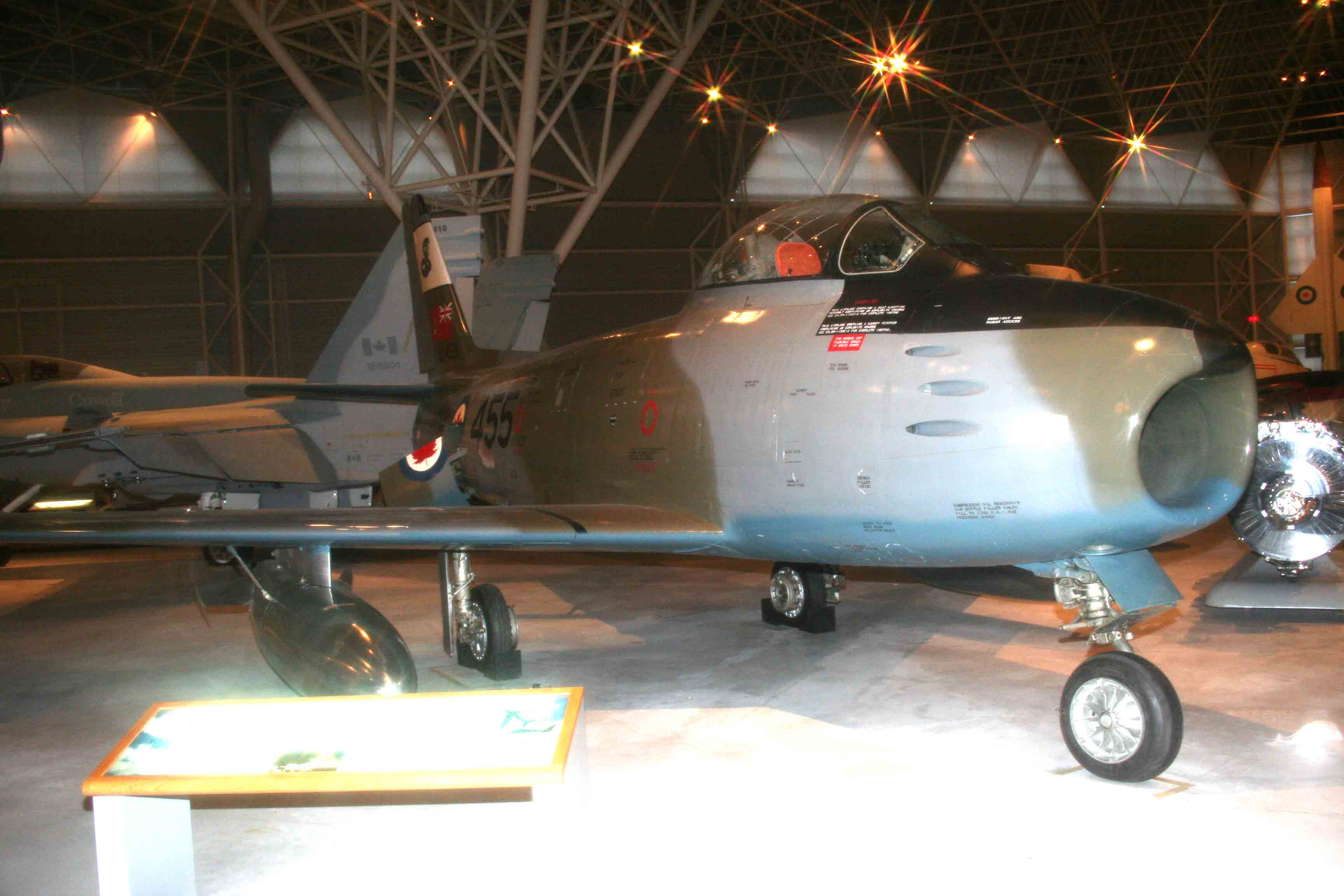
یک فروند کاناداایر سیبر ۶

یک فروند تولید شد، نمونه آزمایشی اف-۸۶ ای
سیبر ام کی ۲
بر اساس (اف-۸۶ ایی) ۳۵۰ فروند تولید شد، ۶۰ فروند برای نیروی هوایی ایالات متحده آمریکا، ۳ فروند برای نیروی هوایی سلطنتی، ۲۸۷ فروند برای نیروی هوایی سلطنتی کانادا.
سیبر ام کی ۳
یک فروند در کانادا ساخته شد، برای آزمایش موتور جت اوراندا، تغییرات ساختاری برای تطبیق جنگنده با موتور جدید در این مدل انجام گرفت.
سیبر ام کی ۴
۴۳۸ فروند تولید شد، ۱۰ فروند برای نیروی هوایی سلطنتی کانادا و ۴۲۸ فروند برای نیروی هوایی سلطنتی با نام سیبر اف-۴.
سیبر ام کی ۵
۳۷۰ فروند تولید شد، بر اساس اف-۸۶ اف با موتور اوراندا که تمامی آنها به نیروی هوایی کانادا تحویل شدند، ۷۵ فروند بعداً به نیروی هوایی آلمان منتقل شد.
سیبر ام کی ۶
۶۵۵ فروند تولید شد، ۳۹۰ فروند به نیروی هوایی کانادا تحویل شد، ۲۲۵ فروند به لوفت وافه، ۶ فروند به نیروی هوایی کلمبیا و ۳۴ فروند به آفریقای جنوبی تحویل داده شدند.

## کاربران
بنگلادش
 کانادا
- نیروی هوایی سلطنتی کانادا

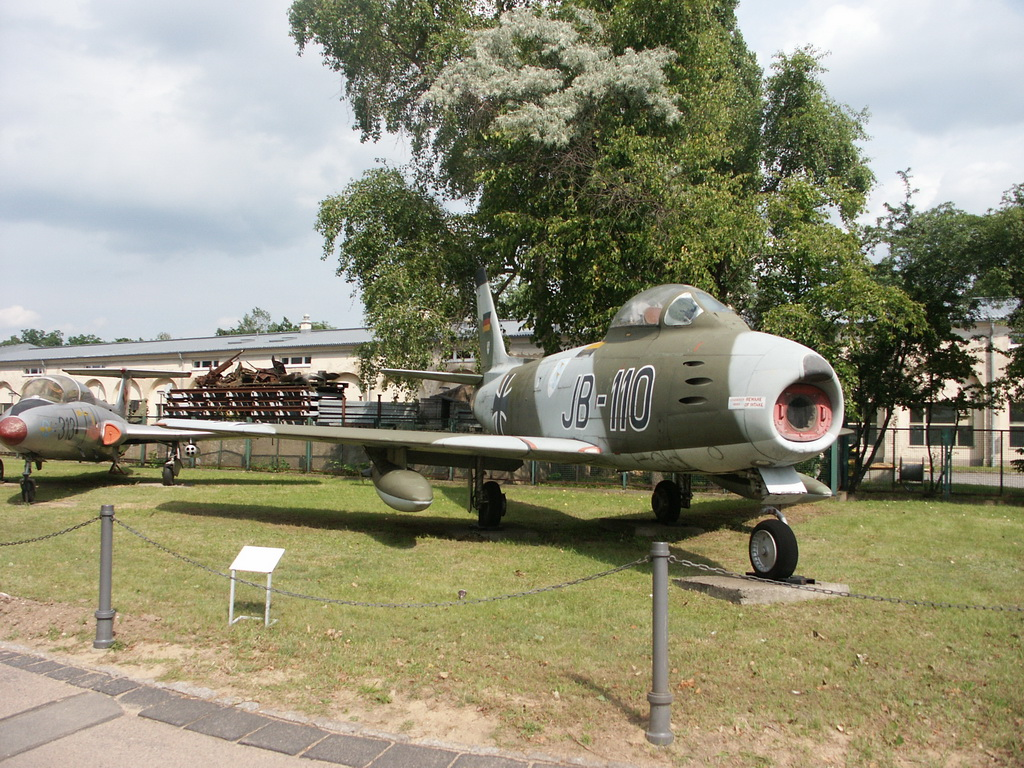
کاناداایر سیبر با رنگ استتار و علائم نیروی هوایی آلمان (لوفت وافه)

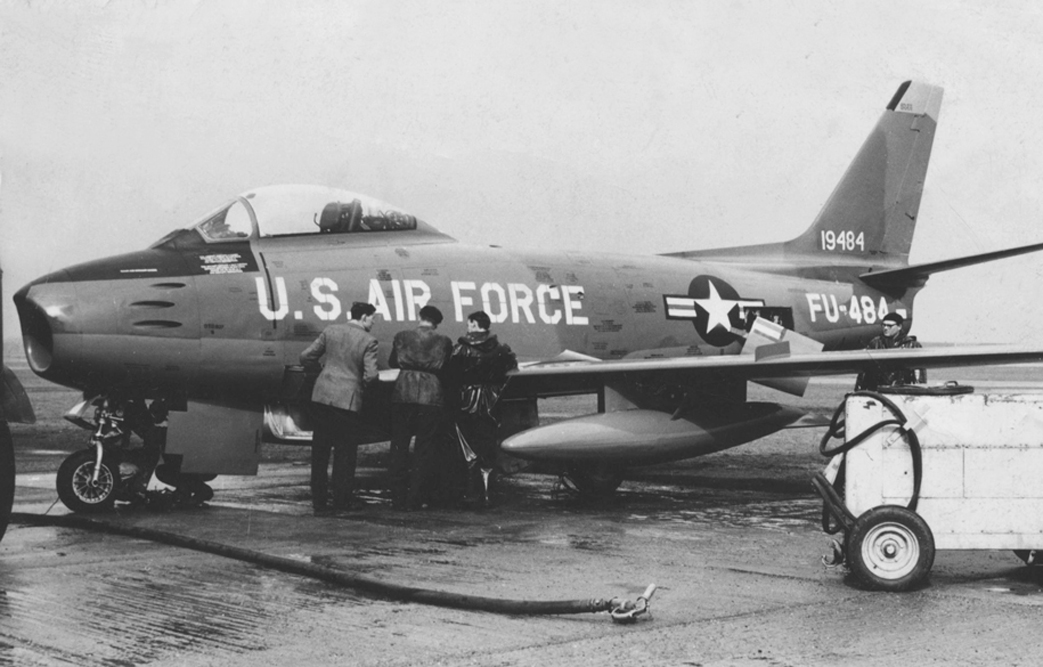
جنگنده سابق کانادایر سیبر ام‌کی۴ نیروی هوایی سلطنتی، با علائم نیروی هوایی ایالات متحده، پیش از تحویل به نیروی هوایی ایتالیا در سال ۱۹۵۶

  - گُردان هوایی (اسکادران) شماره ۴۰۰
  - گُردان هوایی شماره ۴۰۱
  - گُردان هوایی شماره ۴۱۰
  - گُردان هوایی شماره ۴۱۱
  - گُردان هوایی شماره ۴۱۳
  - گُردان هوایی شماره ۴۱۴
  - گُردان هوایی شماره ۴۱۶
  - گُردان هوایی شماره ۴۲۱
  - گُردان هوایی شماره ۴۲۲
  - گُردان هوایی شماره ۴۲۷
  - گُردان هوایی شماره ۴۳۰
  - گُردان هوایی شماره ۴۳۴
  - گُردان هوایی شماره ۴۳۸
  - گُردان هوایی شماره ۴۳۹
  - گُردان هوایی شماره ۴۴۱
  - گُردان هوایی شماره ۴۴۴

 کلمبیا
- نیروی هوایی کلمبیا

 آلمان غربی
- نیروی هوایی آلمان - ۷۵ فروند کاناداایر سیبر ام کی ۲ و ۲۲۵ فروند از گونه ام کی ۶ را در طی سالهای ۱۹۵۷ الی ۱۹۶۴ در اختیار داشت. هواپیماهای مذکور در گُردان‌های هوایی جنگنده (آلمانی: Jagdgeschwader) (JG71,JG72,JG73) به کارگرفته شد، أخرین هواپیماهای ام کی ۶، که برای مقاصد آموزشی به کار می‌رفت در سال ۱۹۸۳ بازنشسته شدند.[۱]

 یونان
- نیروی هوایی سلطنتی یونان۱۲۰ فروند کاناداایر سیبر سی ال-۱۳ ام کی. ۴ دست دوم را از نیروی هوایی سلطنتی کانادا خریداری نمود که آنها را به نام اف-۸۶ ایی (ام) نامگذاری نمود و از آنها برای گُردان هوایی (اسکاردارن) رهگیر(یونانی: Μοίρες Αναχαιτίσεως) ۳۴۱٬۳۴۲٬۳۴۳ استفاده نمود، جنگنده‌های فوق در سال ۱۹۶۵ بازنشسته شدند.

 هندوراس
نیروی هوایی هندوراس در سال ۱۹۷۶، ۱۰ فروند کاناداایر سیبر دست دوم را از نیروی هوایی یوگسلاوی سابق دریافت نمود.
 اتحادیه آفریقای جنوبی
- نیروی هوایی آفریقای جنوبی

 ترکیه
- نیروی هوایی ترکیه در سال ۱۹۵۴، ۱۰۷ فروند از کاناداایر سی ال-۱۳ ام.کی. ۲ (اف-۸۶ ایی (ام))هایی را که سابقاً در خدمت نیروی هوایی سلطنتی کانادا بودند را تحویل گرفت، همگی در سال ۱۹۶۸ بازنشسته شدند.[۳]

 بریتانیا

## مشخصات (سیبر ام کی. ۶)
داده‌ها از Specification for the Canadair F-86 Sabre 6 Airplane for the Argentine Air Force, Report No. RD-13B-13 (Issue 1)
ویژگی‌های عمومی
- خدمه: یک
- طول: ۳۷٫۵۴ فوت (۱۱٫۴۴ متر)
- پهنای بال: ۳۷٫۱۲ فوت (۱۱٫۳۱ متر)
- ارتفاع: ۱۴٫۷۴ فوت (۴٫۴۹ متر)
- مساحت بال‌ها: ۳۰۲٫۳ فوت مربع (۲۸٫۰۸ متر مربع)
- ایرفویل: Root: NACA-0012 (11.6)-64 (تغییر یافته) / Tip: NACA-0011 (10.2)-64 (تغییر یافته)
- وزن خالی: ۱۰٬۶۳۸ پوند (۴٬۸۲۵ کیلوگرم)
- وزن ناخالص: ۱۴٬۶۱۳ پوند (۶٬۶۲۸ کیلوگرم) با مخازن سوخت داخلی
- بیشترین وزن برخاست: ۱۷٬۵۸۰ پوند (۷٬۹۷۴ کیلوگرم)
- پیشرانه: ۱ عدد توربوجت آورو کانادا اورندا ۱۴, ۷٬۵۰۰ پوند-نیرو (۳۳ کیلونیوتن) thrust

عملکرد
- حداکثر سرعت: ۶۹۷ مایل بر ساعت (۱٬۱۲۲ کیلومتر بر ساعت، ۶۰۶ گره) در سطح دریا
- سرعت واماندگی: ۱۱۰ مایل بر ساعت (۱۷۸ کیلومتر بر ساعت، ۹۶ گره) در سطح دریا
- بُرد: ۱٬۴۸۱ مایل (۲٬۳۸۴ کیلومتر، ۱٬۲۸۷ مایل دریایی) ، محدوده بُرد با ۲ مخزن سوخت بیرونی به ظرفیت هرکدام ۲۰۰ گالن
- حداکثر ارتفاع: ۵۴٬۱۰۰ فوت (۱۶٬۵۰۰ متر)
- نرخ صعود: ۱۲٬۰۵۰ فوت بر دقیقه (۶۱٫۲ متر بر ثانیه)
- بارگیری بال: ۵۸٫۱۵۴ پوند بر فوت مربع (۲۸۳٫۹۳ کیلوگرم بر متر مربع)
- نیرو/وزن: ۰٫۵۳۴

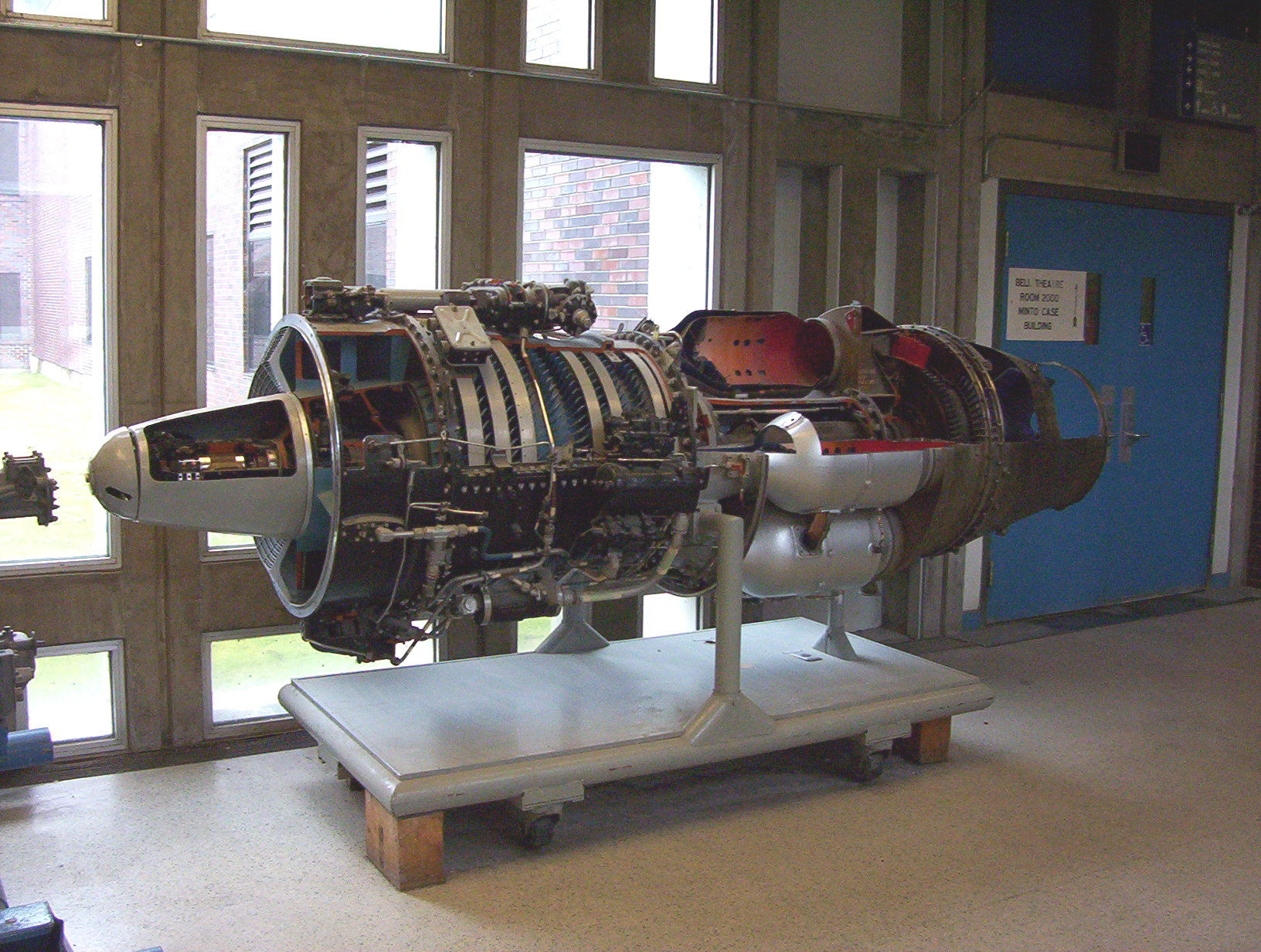
نمایش موتور اوراندا در دانشگاه کارلتون

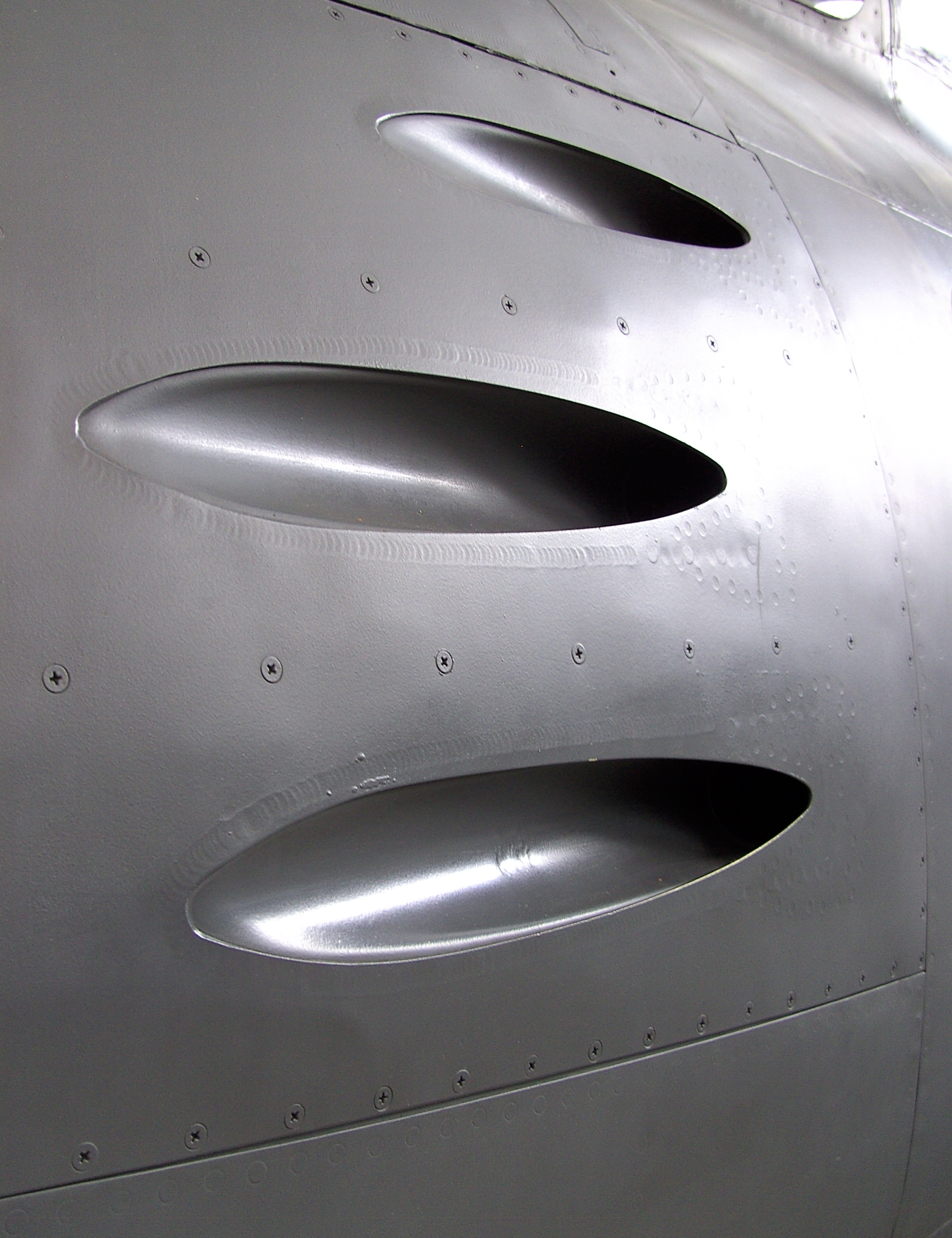
درگاه‌های تیربارهای هواپیمای کاناداایر سیبر سی ال-۱۳ بی ام کی ۶

- همه ارقام عملکرد در وزن ~۱۴٬۰۴۴ پوند

تسلیحات

- اسلحه‌ها: ۶ قبضه تیربار ۰٫۵۰ اینچ (۱۲٫۷ میلیمتر) 
ام۳ برونینگ در مجموع دارای ۱٬۸۰۰ گلوله
- آویزگاه‌های حمل سلاح: ۴ ، با قابلیت حمل ترکیبی از:
  - راکت‌ها: انواع گوناگون، به عنوان مثال: ۲ غلاف راکت ماترا با ۱۸ راکت ۶۸ میلی‌متری SNEB در هر غلاف ۶۸ میلیمتر (۲٫۷ اینچ) rockets per pod, 16 ۵ اینچ (۱۳۰ میلیمتر) HVAR rockets
  - موشک‌ها: ۲ موشک هوا به هوای حرارت یاب ایم-۹ سایدوایندر تنها در مدل ام کی. ۶
  - بمب‌ها: ۵٬۳۰۰ پوند (۲٬۴۰۰ کیلوگرم) محموله بر روی چهار آویزگاه خارجی تسلیحات، بمب‌ها معمولاً روی آویزگاه بیرونی نصب می‌شدند، زیرا آویزگاه‌های داخلی برای حمل دو مخزن سوخت بیرونی به ظرفیت ۲۰۰ گالن آمریکایی (۷۶۰ لیتر) استفاده می‌شدند که برد مفیدتری به هواپیما می‌داد. جنگنده طیف گسترده‌ای از بمب‌ها را می‌توانست حمل کند. (حداکثر بارگذاری استاندارد دو بمب ۱۰۰۰ پوندی (۴۵۰ کیلوگرمی) به اضافه دو مخزن سوخت بیرونی)، حامل‌های ناپالم یا یک سلاح هسته ای تاکتیکی.